# Conjugació dels verbs japonesos
La conjugació dels verbs japonesos és molt regular. El verb japonès es conjuga per temps i diàtesi (veu). No hi ha conjugació ni de nombre ni de persona. La forma "d'infinitiu" del verb acaba sempre en u. Hi ha només dos verbs irregulars: する i 来る。

## Tipus de verbs

### Classificació simple
L'arrel de tots els verbs japonesos no canvia a cap conjugació. Ara bé, segons el grup al qual pertanyi el verb la conjugació serà diferent. Normalment els verbs japonesos es classifiquen en tres categories:
1. 五段動詞 (godan doushi, lit. 'verbs de cinc línies'): els verbs de tipus 1 o acabats en u.
2. 一段動詞 (ichidan doushi, lit. 'verbs d'una línia'): els verbs de tipus 2 o acabats en ru.
3. 不規則動詞 (fukisoku doushi): els verbs irregulars, する suru (fer) i 来る kuru (venir).

Els verbs godan es caracteritzen perquè conserven la terminació verbal i en canvien la vocal segons la conjugació (ex: 書く kaku, 'escriure' -> 書かない kaka-nai, 'no escric'), mentre que els ichidan fan caure la terminació -ru i hi afegeixen els morfemes verbals (ex: 食べる taberu, 'menjar' -> 食べない tabe-nai, 'no menjo'). Els verbs irregulars presenten una conjugació irregular.

### Classificació tècnica
Ara bé, a l'acadèmia japonesa aquestes classificacions són una mica més precises i se'n contemplen diversos grups per raons històriques:
- 四段活用 (shidan katsuyou): la conjugació del japonès clàssic. Inclou els verbs godan (書く, 泳ぐ, 探す, 勝つ, 笑う, 遊ぶ, 読む, 切る...).
  - ナ行変格活用 (na-gyou henkaku katsuyou): subdivisió antiga dels shidan katsuyou, inclou només dos verbs 死ぬ (shinu, 'morir') i 去ぬ (inu, 'anar-se'n, morir'). El segon és un arcaisme.
  - ラ行変格活用 (ra-gyou henkaku katsuyou): subdivisió dels shidan katsuyou que inclou els dos verbs d'existència 有る (aru) i 居る (oru, versió honorífica de iru). De vegades també s'hi inclouen els verbs honorífics ござる, なさる, くださる, いらっしゃる i おっしゃる.
- 下一段活用 (shimo ichidan katsuyou), conjugació dels verbs ichidan acabats en -eru, com ara 見える (mieru, 'ser vist'), 得る (eru, 'obtenir'), 受ける (ukeru, 'rebre'), 見せる (miseru, 'mostrar'), 捨てる (suteru, 'llençar'), 出る (deru, 'sortir'), 寝る (neru, 'dormir'), 食べる (taberu, 'menjar'), 求める (motomeru, 'demanar, voler') o 入れる (ireru, 'ficar, fer entrar').
  - 下二段活用 (shimo nidan katsuyou), conjugació dels verbs nidan que tenen una arrel en e o u. Són les versions arcaiques dels shimo ichidan (受く uku per 受ける ukeru, 捨つ sutsu per 捨てる suteru...).

- 上一段活用 (kami ichidan katsuyou), conjugació dels verbs ichidan acabats en -iru, com ara 老いる (oiru, 'envellir'), 居る (iru, 'ser'), 起きる (okiru, 'llevar-se'), 着る (kiru, 'dur posat'), 過ぎる (sugiru, 'excedir-se'), 閉じる (tojiru, 'cloure'), 落ちる (ochiru, 'caure'), 煮る (niru, 'bullir'), 浴びる (abiru, 'cobrir de líquid'), 染みる (shimiru, 'tenyir'), 見る (miru, 'veure, mirar') o 降りる (oriru, 'baixar de').
  - 上二段活用 (kami nidan katsuyou), conjugació dels verbs nidan que tenen una arrel en i o u. Són les versions arcaiques dels kami ichidan (過ぐ sugu en comptes de 過ぎる sugiru, 落つ otsu en comptes de 落ちる ochiru...).

## Bases verbals
Els mots conjugables en japonès presenten sis bases conjugables (活用形 katsuyoukei 'formes de conjugació) a les quals s'afegeixen (o no) els diferents verbs auxiliars:
| Base              | Significat | Godan           | Godan              | Ichidan               | Ichidan               | Irregulars   | Irregulars           | Ús                                           |
| Base              | Significat | 書く (escriure) | 買う kau (comprar) | 見る (veure)          | 消える (desaparèixer) | 来る (venir) | する (fer)           | Ús                                           |
| ----------------- | ---------- | --------------- | ------------------ | --------------------- | --------------------- | ------------ | -------------------- | -------------------------------------------- |
| 終止形 shuushikei | terminal   | 書く kaku       | 買う kau           | 見る miru             | 消える kieru          | くる kuru    | する suru            | Forma imperfectiva                           |
| 連体形 rentaikei  | atributiva | 書く kaku       | 買う kau           | 見る miru             | 消える kieru          | くる kuru    | する suru            | Forma imperfectiva                           |
| 仮定形 kateikei   | hipotètica | canvi u -> e    | canvi u -> e       | cau ru                | cau ru                | くれ kure    | すれ sure            | Forma condicional                            |
| 仮定形 kateikei   | hipotètica | 書け kake       | 買え kae           | 見 mi                 | 消え kie              | くれ kure    | すれ sure            | Forma condicional                            |
| 命令形 meirekei   | imperativa | canvi u -> e    | canvi u -> e       | cau ru i s'afegeix ro | cau ru i s'afegeix ro | こい koi     | しろ shiro せよ seyo | Forma imperativa                             |
| 命令形 meirekei   | imperativa | 書け kake       | 買え kae           | 見ろ miro             | 消えろ kiero          | こい koi     | しろ shiro せよ seyo | Forma imperativa                             |
| 未然形 mizenkei   | irreal     | canvi u -> a    | canvi u -> a       | cau ru                | cau ru                | こ ko        | さ sa し shi せ se   | Forma negativa Forma passiva Forma causativa |
| 未然形 mizenkei   | irreal     | 書か kaka       | 買わ kawa          | 見 mi                 | 消え kie              | こ ko        | さ sa し shi せ se   | Forma negativa Forma passiva Forma causativa |
| 連用形 ren'youkei | connectiva | canvi u -> i    | canvi u -> i       | cau ru                | cau ru                | き ki        | し shi               | Forma conjuntiva                             |
| 連用形 ren'youkei | connectiva | 書き kaki       | 買い kai           | 見 mi                 | 消え kie              | き ki        | し shi               | Forma conjuntiva                             |

Algunes d'aquestes bases han donat lloc a tres noves bases:
| Forma mare        | Forma filla     | Significat | Godan                | Godan                | Ichidan      | Ichidan               | Irregulars   | Irregulars    | Ús              |
| Forma mare        | Forma filla     | Significat | 書く (escriure)      | 買う kau (comprar)   | 見る (veure) | 消える (desaparèixer) | 来る (venir) | する (fer)    | Ús              |
| 仮定形 kateikei   | 可能形 kanoukei | potencial  | canvi u -> e         | canvi u -> e         | cau ru       | cau ru                | こい koi     | できる dekiru | Forma potencial |
| 仮定形 kateikei   | 可能形 kanoukei | potencial  | 書け kake            | 買え kae             | 見 mi        | 消え kie              | こい koi     | できる dekiru | Forma potencial |
| 未然形 mizenkei   | 意志形 ishikei  | voluntat   | canvi u -> o         | canvi u -> o         | cau ru       | cau ru                | こ ko        | し shi        | Forma volitiva  |
| 未然形 mizenkei   | 意志形 ishikei  | voluntat   | 書こ kako            | 買お kao             | 見 mi        | 消え kie              | こ ko        | し shi        | Forma volitiva  |
| 連用形 ren'youkei | 音便形 onbinkei | eufònica   | varia segons el verb | varia segons el verb | cau ru       | cau ru                | き ki        | し shi        | Forma -te       |
| 連用形 ren'youkei | 音便形 onbinkei | eufònica   | 書い kai             | 買っ ka              | 見 mi        | 消え kie              | き ki        | し shi        | Forma -te       |

Bases a les quals no se'ls afegeix cap morfema verbal:
- Shuushikei (terminal), rentaikei (atributiva), meireikei (imperativa), ren'youkei (connectiva).

Bases que necessiten morfemes verbals per ser emprades:
- Kateikei (hipotètica): ば
- mizenkei (irrealis): ない, ん, ぬ, ず
- kanoukei (potencial): る
- ishikei (de voluntat): たい
- onbinkei (eufònica): て, た

### Comentaris d'usos i conjugació
La base shuushikei (terminal) i la base rentaikei (atributiva) són avui dia indistingibles. En fases anteriors del japonesos presentaven formes diferents.
La base mizenkei (irrealis) de suru presenta tres formes diferents:
- さ sa per a la passiva i causativa, される sareru i させる saseru respectivament.
- し shi per a la negació i la volitiva, しない shinai i しよう shiyou respectivament.
- せ se per a la negativa continua

La forma ren'youkei (connectiva) es fa servir per a coordinar verbs en registres escrits. La forma onbinkei (eufònica) és una evolució de la primera (sobretot en els verbs godan) i és la que es fa servir per a la forma -te (que té molts usos).

## Verbs auxiliars i morfemes verbals
En japonès hi ha diferents verbs auxiliars, malgrat que a causa de la naturalesa aglutinant de la llengua és més fàcil considerar-los sufixos verbals. A continuació en detallem l'ús i amb quina forma es combinen:
| Verb auxiliar     | Ús                             | Base combinable   | Exemple                |
| ----------------- | ------------------------------ | ----------------- | ---------------------- |
| ない nai          | negatiu                        | 未然形 mizenkei   | 買わない kawa-nai      |
| ぬ / ん nu / n    | negatiu (arcaic / col·loquial) | 未然形 mizenkei   | 知らぬ / 知らん        |
| (ら)れる (ra)reru | passiva                        | 未然形 mizenkei   | 食べられる tabe-rareru |
| (さ)せる (sa)seru | causativa                      | 未然形 mizenkei   | 走らせる hashira-seru  |
| う/よう u/you     | volitiva                       | 意志形 ishikei    | 変えよう kae-you       |
| つ tsu            | forma -te                      | 音便形 onbinkei   | 書いて kai-te          |
| た ta             | passat                         | 音便形 onbinkei   | 見た mi-ta             |
| たい tai          | desitjos                       | 連用形 ren'youkei | 行きたい iki-tai       |
| ます masu         | masu                           | 連用形 ren'youkei | 取ります tori-masu     |
| ば ba             | hipotètic                      | 仮定形 kateikei   | 行けば ike-ba          |

Els verbs auxiliars també es poden conjugar seguint les mateixes bases combinables. A continuació en detallem les conjugacions:
| Conjugació        | ます masu              | た ta     | つ tsu    | ない nai      | たい tai      | (ら)れる rareru   | (さ)せる saseru   |
| ----------------- | ---------------------- | --------- | --------- | ------------- | ------------- | ----------------- | ----------------- |
| 終止形 shuushikei | ます masu              | た ta     | つ tu     | ない nai      | たい tai      | (ら)れる (ra)reru | (さ)せる (sa)seru |
| 連体形 rentaikei  | ます masu              | た ta     | つる turu | ない nai      | たい tai      | (ら)れる (ra)reru | (さ)せる (sa)seru |
| 仮定形 kateikei   | ますれ masure          | たら tara | つれ ture | なけれ nakare | たけれ takere | (ら)れれ (ra)rere | (さ)せれ (sa)sere |
| 命令形 meirekei   | ませ/まし mase/mashi   |           | てよ      | なかれ nakare | たかれ takare | (ら)れろ (ra)rero | (さ)せろ (sa)sero |
| 未然形 mizenkei   | ませ/ましょ mase/masho | たろ taro | て te     | なかろ nakaro | たかろ takaro | (ら)れ (ra)re     | (さ)せ (sa)se     |
| 連用形 ren'youkei | まし mashi             |           | て te     | なく naku     | たく taku     | (ら)れ (ra)re     | (さ)せ (sa)se     |

Les formes ressaltades en negreta es fan servir avui dia per a les diferents conjugacions verbals. Les ratllades són obsoletes, les que no estan marcades són arcaiques i existeixen sobretot en expressions fixes o de registres més arcaics. Exemples de conjugacions verbals amb els verbs auxiliars:
| base verbal | base verbal | verb auxiliar                 | Exemples | Exemples                       | Significat (dels molts possibles)                          |
| ----------- | ----------- | ----------------------------- | -------- | ------------------------------ | ---------------------------------------------------------- |
| 未然形      | mizenkei    | negatiu                       | godan    | 買わない kawa-nai              | no compro                                                  |
| 未然形      | mizenkei    | negatiu                       | ichidan  | 寝ない ne-nai                  | no dormo                                                   |
| 未然形      | mizenkei    | negatiu (col·loquial)         | godan    | 構わん kamawa-n                | tant me fa                                                 |
| 未然形      | mizenkei    | passiva                       | godan    | 買われる kawa-reru             | es pot comprar                                             |
| 未然形      | mizenkei    | passiva                       | ichidan  | 食べられる tabe-rareru         | es pot menjar                                              |
| 未然形      | mizenkei    | causativa                     | godan    | 動かせる ugoka-seru            | fer moure                                                  |
| 未然形      | mizenkei    | causativa                     | ichidan  | 食べさせる tabe-saseru         | fer menjar                                                 |
| 意志形      | onbinkei    | volitiva                      | godan    | 行こう iko-u                   | som-hi                                                     |
| 意志形      | onbinkei    | volitiva                      | ichidan  | 変えよう kae-you               | comprem-ho                                                 |
| 音便形      | onbinkei    | forma -te                     | godan    | 走って hashit-te 書いて kai-te | corre! / corre i, / corrent compra! / compra i, / comprant |
| 音便形      | onbinkei    | forma -te                     | ichidan  | 得て e-te                      | obté i, / obtenint                                         |
| 音便形      | onbinkei    | passat                        | godan    | 切った kit-ta                  | va talllar                                                 |
| 音便形      | onbinkei    | passat                        | ichidan  | 避けた sake-ta                 | (el) va esquivar                                           |
| 連用形      | ren'youkei  | desig                         | godan    | 吸いたい sui-tai               | vull fumar                                                 |
| 連用形      | ren'youkei  | desig                         | ichidan  | 鍛えたい kitae-tai             | vull entrenar-me                                           |
| 連用形      | ren'youkei  | forma -masu                   | godan    | 飾ります kazari-masu           | decorar (cortès)                                           |
| 連用形      | ren'youkei  | forma -masu                   | ichidan  | 与えます atae-masu             | donar (cortès)                                             |
| 連用形      | ren'youkei  | forma -masu + negatiu         | godan    | 帰りません kaeri-mase-n        | no me'n torno (cortès)                                     |
| 連用形      | ren'youkei  | forma -masu + negatiu         | ichidan  | 伝えません tsutae-mase-n       | no (ho) comunico (cortès)                                  |
| 可能形      | kanoukei    | (base hipotètica) + hipotètic | godan    | 誘えれば sasoe-re-ba           | podria convidar                                            |
| 可能形      | kanoukei    | (base hipotètica) + hipotètic | ichidan  | こらえれば korae-re-ba         | podria aguantar                                            |

Els últims dos exemples són interessants d'analitzar: es tracta de la forma hipotètica del verb en potencial. És a dir, el procés de derivació i aglutinació és: 誘う (base terminal) → 誘え (base potencial) → 誘える (potencial) → 誘えれ (base hipotètica del potencial) → 誘えれば (hipotètica del potencial).

## Còpula: だ, である, です
En japonès la còpula verbal es fa amb el verb です, que és essencialment una contracció, sia de であります, sia de でございます. Serveix per a les frases existencials amb substantius i adjectius.

### Forma informal
La forma informal es fa servir amb els mots no conjugables, és a dir, substantius, adjectius nominals (tipus な), adverbis i pronoms. S'empra amb la gent molt propera o amics íntims.
En la llengua natural japonesa (és a dir, no de ficció), la forma positiva だ rarament apareix sola en posició predicativa, normalment hi cal alguna partícula fàtica (よ, ね) o bé es fa caure (com a la típica salutació 元気? 元気! genki 'com va tot?' 'bé!').
| Forma | No marcada | Passat       |
| ----- | ---------- | ------------ |
| Pos   | だ         | だった       |
| Neg   | じゃない   | じゃなかった |

### Formes corteses
La forma cortesa en passat es fa servir amb els mots no conjugables (substantius, adjectius nominals, adverbis, pronoms). La forma cortesa no marcada, en canvi, també es fa servir amb mots conjugables, principalment adjectius propis (tipus い).
Les formes corteses negatives es fan servir només amb els mots no conjugables.

#### Usos
- La forma cortesa es fa servir amb desconeguts i en les interaccions habituals fora de la feina.
- La forma negativa de la «cortesa laxa» és rebutjada pel prescriptivisme, però és una realitat que existeix, vegeu la secció més avall Formalitat de じゃないです i じゃありません.
- La forma més comuna és la «cortesa rígida», amb la contracció de では en じゃ, que l'atenua una mica.
- La forma «cortesa molt rígida» és força formal i sona encarcarada, amb el desplegament de では.

| Forma   | Cortesa laxa | Cortesa laxa     | Cortesa rígida | Cortesa rígida       | Cortesa molt rígida | Cortesa molt rígida  |
| Forma   | No marcada   | Passat           | No marcada     | Passat               | No marcada          | Passat               |
| ------- | ------------ | ---------------- | -------------- | -------------------- | ------------------- | -------------------- |
| Positiu | です         | でした           | です           | でした               | です                | でした               |
| Negatiu | じゃないです | じゃなかったです | じゃありません | じゃありませんでした | ではありません      | ではありませんでした |

### Forma escrita
En japonès també hi ha un registre que se'n diu «escrit» (書き言葉 kakikotoba). És el que s'empra en diaris, articles científics, informes i material semblant. Es diferencia tant del registre oral en general (話し言葉 hanashikotoba), com individualment del registre oral informal (タメ口 tameguchi) i el registre oral formal (丁寧語 teineigo):
| Forma   | Llengua escrita | Llengua escrita |
| Forma   | No marcada      | Passat          |
| ------- | --------------- | --------------- |
| Positiu | である          | であった        |
| Negatiu | ではない        | ではなかった    |

### Forma honorífica
Les formes honorífiques es fan servir en determinats contextos, principalment de relacions laborals o situacions en què cal reverenciar l'interlocutor:
- ございます és la forma honorífica del verb あります (ser/existir)

| Forma   | Honorífica       | Honorífica             |
| Forma   | No marcada       | Passat                 |
| ------- | ---------------- | ---------------------- |
| Positiu | でございます     | でございました         |
| Negatiu | ではございません | ではございませんでした |

## Formalitat de じゃないです i じゃありません

#### じゃないです vs じゃありません
Si bé en teoria les formes corteses negatives es construeixen amb ありません, en la llengua parlada és molt comú fer servir じゃない・じゃなかった més la còpula です. A partir d'unes enquestes sobre la llengua parlada, Kayoko Tanaka explica a l'article 動詞の否定丁寧表現「ません」と「ないです」に関する考察 (Dissertació sobre les expressions corteses verbals masen i nai desu, 2004) que
「ません」はフォーマルであるという意識が強く、話者の強い否定が現れやすい。また、断定の意味や、言い切りの形が多い。それは、丁寧さより否定の意志が強く現れる（丁寧（ませ）＋否定（ん）の順序で現れる）という言語形式が影響していると考える。これにより、話し手は聞き手に否定の機能を強調できる。より文末に近い位置に来る表現が強い印象を与えるとすると、「ません」は否定の機能が強い印象を与えている。
Traducció (negreta pròpia):
L'expressió masen té una connotació formal forta, i sovint expressa una negació rotunda per part de qui parla. També és freqüent que s'empri per afirmar amb contundència o per afegir èmfasi. És possible que això es degui al fet que la part negativa és més emfasitzada que la cortesa a causa de l'ordre dels constituents de la construcció (cortès mase + negació n). És per això que qui parlar pot fer que l'oient percebi més la part negativa. Partint del fet que com més final és la posició d'una expressió, més forta és l'impressió que causa, la negació de masen causa una forta impressió.
També que:
「ないです」は、口語で多く使用される。野田（2004）の指摘通り、終助詞を伴いやすく、動詞＋「シテイル形」と結びつきやすいという結果を得た。それは、否定の機能より、丁寧さが強く現れる（否定（ない）＋丁寧（です）の順序で現れる）という言語形式が影響していると考える。これにより、話し手は聞き手に丁寧さを強調できる。より文末に近い位置に来る表現が強い印象を与えるとすると、「ないです」は丁寧さが強い印象を与えている。また、さらに否定表現という話者本人の強い主張を和らげる効果があるのではないかと考える。
Traducció (negreta pròpia):
La forma nai desu és molt emprada en la llengua parlada. Com diu Noda (2004), aquesta construcció s'empra normalment amb partícules de final de frase i és freqüent que es faci servir conjuntament amb la forma "verb + shiteiru". És possible que això es degui a l'ordre dels constituents de la construcció (negació nai + honorífic desu), perquè es fa més èmfasi en la part de cortesia que en la part de negació. És per això que qui parla pot fer que l'oient percebi més la part de cortesia. Partint del fet que com més final és la posició d'una expressió, més forta és l'impressió que causa, la cortesia de nai desu es veu reforçada. També es creu que aquesta construcció permet atenuar la declaració negativa de qui emet la frase.
És a dir, que les dues formes són gairebé equivalents. ません s'empra quan es vol ser contundent, i quan la situació requereix menys contundència, s'empra ないです per a atenuar la negació.